# Cyprus Government Railway
| Cyprus Government Railway | Cyprus Government Railway |
| ------------------------- | ------------------------- |
| Cyprus Government Railway |                           |
| Streckenverlauf           |                           |
| Streckenlänge:            | 122 km                    |
| Spurweite:                | 762 mm (Schmalspur)       |
|                           |                           |

Die Cyprus Government Railway (CGR) war die Staatseisenbahn von Britisch-Zypern auf der Mittelmeerinsel Zypern.

## Geschichte
Die schmalspurige Bahn bestand in der Zeit von 1904 bis Dezember 1951, als Zypern unter britischer Herrschaft stand. Die Spurweite betrug 762 mm (2' 6"). Die Strecke verlief vom Hafen Famagusta über Nikosia bis zum Hafen von Morphou. Ein Betriebswerk befand sich in Famagusta. Der letzte Zug nach Famagusta verließ Nikosia am 31. Dezember 1951.
Heute liegt das Planum der Strecke teilweise in der UN-Pufferzone und führt durch die Geisterstadt Varoscha.

## Verkehr
Auf der Strecke von Famagusta nach Nikosia (etwa 37,5 Meilen) lagen die Bahnhöfe ungefähr in einem Abstand von zwei Meilen. Die Bahnhofsnamen waren in Englisch, Griechisch und Türkisch angeschrieben. Bei einer Reisegeschwindigkeit von etwa 20 bis 30 km/h dauerte die Fahrt etwa zwei Stunden. Es verkehrten zwei Züge pro Tag, der Morgenzug fuhr gegen 8.30 Uhr in Famagusta ab. Für die 24 Meilen von Nikosia nach Morphou mussten noch einmal rund zwei Stunden veranschlagt werden. Bis 1933 führte die Strecke bis nach Evrychou, 75 Meilen von Famagusta entfernt.
Die Lokomotiven wurden mit Kohle aus England oder Ägypten beheizt, die im Hafen von Famagusta angeliefert wurde. Das Wasser für die Kühler der Triebwagen musste chemisch behandelt werden, um einen entsprechenden Härtegrad zu erhalten. Die Beleuchtung von Lok und Wagen erfolgte mit Gaslampen. Ein großes Problem war die laufende Instandhaltung der Brücken, da die im Sommer trockenen Flüsse im Winter zu reißenden Strömen werden und die Brücken beschädigten.
Die CGR wurde hauptsächlich für den Güterverkehr gebaut. Die Gruben-Vereinigung von Zypern ließ mit der Bahn Kupfer- und Chromerz sowie Asbest zum Hafen von Famagusta bringen. Ab 1945 bekamen die Züge Konkurrenz durch Lastkraftwagen. Der Güterkraftverkehr bedeutete das Ende für die Eisenbahn. Betriebsmittel, Gleise und Wagen waren nach 40 Jahren Betriebsdauer verschlissen. Gerüchten zufolge soll die Bahn rentabel gewesen sein, der Autohersteller Ford soll die Einstellung der Bahn betrieben haben, um den Verkauf von Kraftfahrzeugen zu steigern.

## Einsätze
Die Dampflok Nr. 1 (Hunslet 0-6-0) war auf Grund der geringen Vorräte meist im Rangierdienst in Famagusta und auf dem dortigen Hafengelände im Einsatz.
Die Dampflok Nr. 22 (Nasmyth Wilson 2-6-0) war im Mischbetrieb eingesetzt. Während des Zweiten Weltkrieges wurde die Lok mit einem Ölbrenner ausgerüstet.
Die Tenderlokomotiven von Kitson & Co. kamen vor allem auf den steileren Streckenabschnitten im Troodos-Gebirge zum Einsatz.
Ab 1934 wurde ein 12-sitziger Schienenbus mit einem Vierzylinder-Vergasermotor von Ford eingesetzt, der mit dem 16-sitzigen Anhänger Nr. 2 verkehrte.

## Heutige Überreste

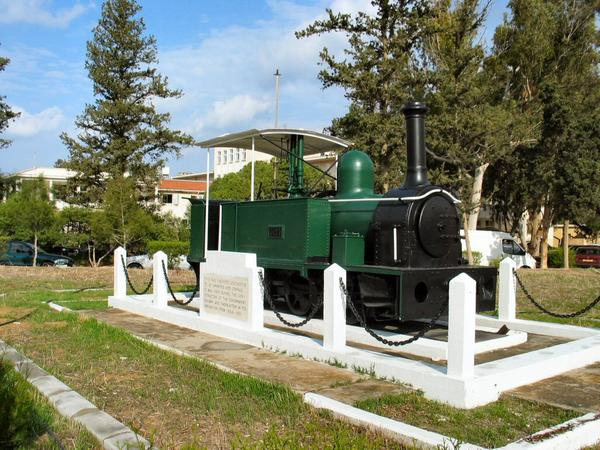
CGR-Lokomotive Nr. 1 vor dem ehemaligen Bahnhof in Famagusta

Das Bahnhofsgebäude von Famagusta wird als Bürogebäude für das Grundbuchamt genutzt. Das Werkstattgebäude des Betriebswerkes war noch vorhanden, jedoch ungenutzt. In Morphou wird der Bahnhof als privates Wohnhaus genutzt, der Güterschuppen als Autoreparaturwerkstatt.

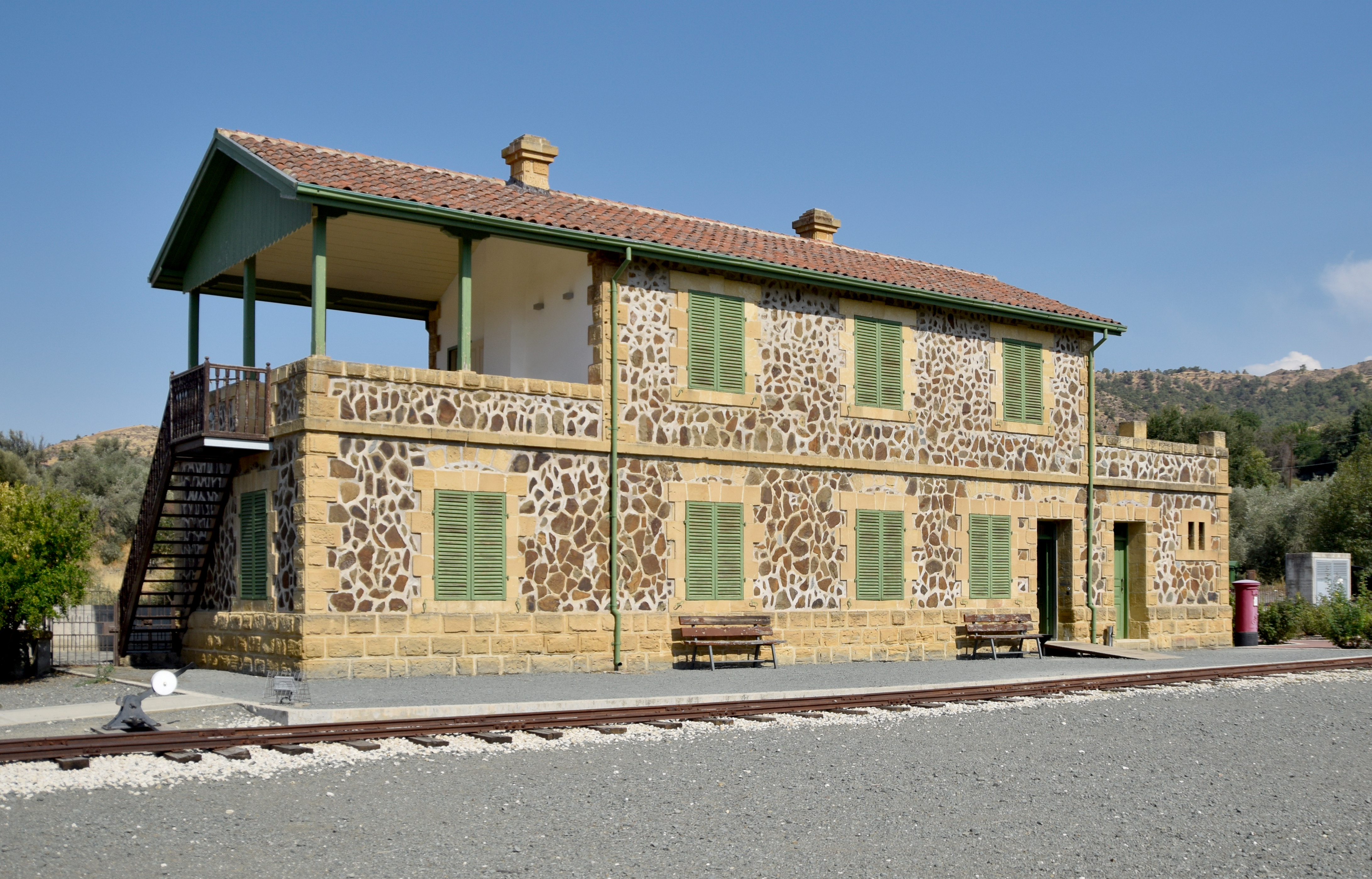
Das Eisenbahnmuseum in Evrychou

Das Bahnhofsgebäude von Evrychou wurde 2006 restauriert. Auf dem 1933 stillgelegten und auf dem Gebiet der Republik Zypern liegenden Bahnhof wurde ein Eisenbahnmuseum eingerichtet.
Als Denkmal steht die Dampflokomotive Hunslet 0-6-0 Nr. 1 in Famagusta. Sie wurde im Jahre 1972 nochmals äußerlich restauriert. Der Wagen Nr. 152 befand sich 2004 in sehr gutem Zustand als Ausstellungsstück im Kulturzentrum Laiki.

## Noch bekannte Fahrzeuge

### Dampfloks
- Nr. 1 – Hunslet 0–6–0 (846/1904)
- Nr. 12 – Nasmyth Wilson 4–4–0
- Nr. 22 – Nasmyth Wilson 2–6–0 (Baujahr 1904)
- Nr. 41 – Kitson 4–8–4 Tenderlokomotive

### Dieselfahrzeuge
- B – Inspektionsfahrzeug, Drewry (Baujahr 1932), 5 Sitze, mit luftgekühltem 8 PS-Motorradmotor, Karosserie in Zypern gebaut
- G – Schienenbus, Wickham (Baujahr 1934), 12 Sitze
- Nr. 2 – Schienenbusbeiwagen (Baujahr 1934), 16 Sitze

### Wagen
- Nr. 16 – Dritte-Klasse-Wagen – Bristol Wagon and Carriage Works (Baujahr 1920)
- Nr. 17 – Dritte-Klasse-Wagen – Bristol Wagon and Carriage Works (Baujahr 1920)
- Nr. 149 – Güterwagen, geschlossen
- Nr. 150 – Viehtransportwagen
- Nr. 151 – Viehtransportwagen
- Nr. 152 – Bremswagen
- Nr. 192 – Wassertransportwagen
- Nr. 193 – Wassertransportwagen